# Africano Fabio Máximo
Africano Fabio Máximo (en latín, Africanus Fabius Maximus) fue un senador y político romano del siglo I a. C. que fue nombrado cónsul en 10 a. C. junto con Julo Antonio.

## Familia
Fue el hijo menor de Quinto Fabio Máximo (cónsul en 45 a. C.) y de una mujer desconocida. Su hermano mayor fue Paulo Fabio Máximo (cónsul en 11 a. C.) y su hermana fue Fabia Paulina, quien se casó con Marco Ticio.
Africano fue nombrado en honor de su antepasado, Publio Cornelio Escipión Emiliano.
Si bien no ha quedado registro de una esposa de Africano, es posible que tuviera una hija llamada Fabia Numantina. Alternativamente, podría haber sido la hija del hermano de Africano, Paulo Fabio Máximo, y su esposa Marcia.

## Carrera
La carrera de Africano Fabio Máximo no es tan conocida como la de su hermano, Paulo Fabio Máximo. Es posible que el primer cargo de Africano fuera ser tribuno militar en Hispania romana. Sus únicos cargos seguros fueron como cónsul ordinario en 10 a. C. y como procónsul de África en 6-5 a. C.
Fue durante su mandato como procónsul en África que se acuñaron algunas monedas con su imagen.